# Nokia 7110
Nokia 7110 — двухдиапазонный мобильный телефон фирмы Nokia. Телефон этой модели имел «активный слайдер» (открытие отвечает на звонок, а закрытие его завершает) и также колесо управления NaviRoller, которое можно не только вращать, но и нажимать. Конструкция слайдера аналогична более ранней модели Nokia 8110, а колёсико NaviRoller применялось только в модели 7110.

Nokia 7110 — первый телефон на платформе Series 40. Также 7110 стал первым телефоном Nokia, в котором была реализована поддержка протокола WAP.